# 富比尼–施图迪度量
在数学中，富比尼–施图迪度量（Fubini–Study metric）是射影希尔伯特空间上一个凯勒度量。所谓射影希尔伯特空间即赋予了埃尔米特形式的复射影空间 CPn。这个度量最先由圭多·富比尼与爱德华·施图迪在1904年与1905年描述。 
向量空间 Cn+1 上一个埃尔米特形式定义了 GL(n+1,C) 中一个酉子群 U(n+1)。一个富比尼–施图迪度量在差一个位似（整体缩放）的意义下由这样一个 U(n+1) 作用下的不变性决定；从而是齐性的。赋予这样一个富比尼–施图迪度量后，CPn 是一个对称空间。度量的特定正规化与(2n+1)-球面上的标准度量有关。在代数几何中，利用一个正规化使 CPn 成为一个霍奇流形。

## 构造
富比尼–施图迪度量自然出现于复射影空间的商空间构造。
具体地，可以定义 CPn 由 Cn+1 中复直线组成的空间，即 Cn+1 在将一点与其所有复数倍联系在一起的等价关系下的商。这与在乘法群 C* = C \ {0} 的对角群作用下的商相同：
{\displaystyle \mathbf {CP} ^{n}=\{\mathbf {Z} =[Z_{0},Z_{1},\ldots ,Z_{n}]\in {\mathbf {C} }^{n+1}\}/\{\mathbf {Z} \sim c\mathbf {Z} ,c\in \mathbf {C} ^{*}\}.}
这个商将 Cn+1 实现为底空间 CPn 上的复线丛（事实上这就是 CPn 上所谓的重言丛）。CPn 中的一点等同于 (n+1)-元组 [Z0,...,Zn] 模去非零复缩放的一个等价类；这些 Zi 称为这个点的齐次坐标。
进一步，我们可以分两步实现这个商：因为乘以一个非零复数 z = R eiθ 可以惟一地想成一个以模长 R 为因子的缩放与沿着原点一个逆时针旋转角度 {\displaystyle \theta } 的复合，商 Cn+1→CPn 分成两块。
{\displaystyle \mathbf {C} ^{n+1}{\stackrel {(a)}{\longrightarrow }}S^{2n+1}{\stackrel {(b)}{\longrightarrow }}\mathbf {CP} ^{n}}
其中第 (a) 步以正实数乘法群 R+ 的缩放 Z ~ RZ，这里 R ∈R+，作商；步骤 (b) 是关于旋转 Z ~ eiθZ 的商。
第 (a) 步所得的商是由方程 |Z|2 = |Z0|2 + ... + |Zn|2 = 1 所定义的实超球面 S2n+1。第 (b) 步的商实现为 CPn = S2n+1/S1，这里 S1 表示旋转群。这个商由著名的霍普夫纤维化S1 → S2n+1 → CPn实现 ，纤维属于 {\displaystyle S^{2n+1}} 中的大圆。

### 作为度量商
当取一个黎曼流形（或一般的度量空间）的商时，必须小心确认商空间赋有一个良定义的度量。例如，如果群 G 作用在黎曼流形 (X,g)上，则为了是轨道空间 X/G 拥有一个诱导度量，{\displaystyle g} 沿着 G-轨道必须是常值，这便是说对任何元素 h ∈ G 以及一对向量场  {\displaystyle X,Y} 必须有 g(Xh,Yh) = g(X,Y)。
'Cn+1 上标准埃尔米特度量在标准基下为
{\displaystyle ds^{2}=d\mathbf {Z} \otimes d{\overline {\mathbf {Z} }}=dZ_{0}\otimes d{\overline {Z_{0}}}+\cdots +dZ_{n}\otimes d{\overline {Z_{n}}}.\,}
它的实化是 R2n 上标准欧几里得度量。这个度量在 C* 的作用下没有不变性，所以我们不能直接将其推下到商空间 CPn 中。但是，这个度量在旋转群 S1 = U(1) 的对角作用下是不变的。从而，上面构造中的步骤 (b) 是可能的只要完成步骤 (a)。 
富比尼–施图迪度量是在商CPn = S2n+1/S1 上诱导的度量, 其中 {\displaystyle S^{2n+1}} 带着所谓的“圆度量”，是标准欧几里得度量在单位超球面上的限制。

### 在局部仿射坐标中
对应于 CPn 中具有齐次坐标(Z0,...,Zn) 的一点，只要 Z0 ≠ 0，存在惟一 n 个坐标集合 (z1,…,zn) 使得
{\displaystyle [Z_{0},\dots ,Z_{n}]\sim [1,z_{1},\dots ,z_{n}],}
特别地 zj = Zj/Z0。这个 (z1,…,zn) 组成 CPn 在坐标片 U0 = {Z0 ≠0 } 上的一个仿射坐标系。在任意坐标片 Ui={Zi≠0} 上通过除以 Zi，得到一个仿射坐标系。这 n+1 个坐标片 Ui 盖住了 CPn，在 Ui 上可以利用仿射坐标系 (z1,…,zn) 给出度量的具体表达式。坐标导数定义了 CPn 全纯切丛的一个标架 {\displaystyle \{\partial _{1},\ldots ,\partial _{n}\}}，利用它们富比尼–施图迪度量具有埃尔米特分量
{\displaystyle h_{ij}=h(\partial _{i},\partial _{j})={\frac {(1+|\mathbf {z} |^{2})\delta _{ij}-{\bar {z}}_{i}z_{j}}{(1+|\mathbf {z} |^{2})^{2}}}.}
这里|z|2 = z12+...+zn2。这样，富比尼–施图迪度量在这个标架下的埃尔米特矩阵是
{\displaystyle {\bigl (}h_{ij}{\bigr )}={\frac {1}{(1+|\mathbf {z} |^{2})^{2}}}\left[{\begin{array}{cccc}1+|\mathbf {z} |^{2}-|z_{1}|^{2}&-{\bar {z}}_{1}z_{2}&\cdots &-{\bar {z}}_{1}z_{n}\\-{\bar {z}}_{2}z_{1}&1+|\mathbf {z} |^{2}-|z_{2}|^{2}&\cdots &-{\bar {z}}_{2}z_{n}\\\vdots &\vdots &\ddots &\vdots \\-{\bar {z}}_{n}z_{1}&-{\bar {z}}_{n}z_{2}&\cdots &1+|\mathbf {z} |^{2}-|z_{n}|^{2}\end{array}}\right]}
注意每个矩阵元素是酉不变的：对角作用 {\displaystyle \mathbf {z} \mapsto e^{i\theta }\mathbf {z} } 不会改变这个矩阵。
对应地，线元素为
{\displaystyle {\begin{aligned}ds^{2}&={\frac {(1+|\mathbf {z} |^{2})|d\mathbf {z} |^{2}-({\bar {\mathbf {z} }}\cdot d\mathbf {z} )(\mathbf {z} \cdot d{\bar {\mathbf {z} }})}{(1+|\mathbf {z} |^{2})^{2}}}\\&={\frac {(1+z_{i}{\bar {z}}^{i})dz_{j}d{\bar {z}}^{j}-{\bar {z}}^{j}z_{i}dz_{j}d{\bar {z}}^{i}}{(1+z_{i}{\bar {z}}^{i})^{2}}}.\end{aligned}}}
在最后的表达式中，使用了爱因斯坦求和约定，拉丁字母指标 i 和 j 从 1 求到 n。

### 在齐次坐标中
在齐次坐标 Z = [Z0,...,Zn] 中也有相应的表达式。形式上，我们有
{\displaystyle {\begin{aligned}ds^{2}&={\frac {|\mathbf {Z} |^{2}|d\mathbf {Z} |^{2}-({\bar {\mathbf {Z} }}\cdot d\mathbf {Z} )(\mathbf {Z} \cdot d{\bar {\mathbf {Z} }})}{|\mathbf {Z} |^{4}}}\\&={\frac {Z_{\alpha }{\bar {Z}}^{\alpha }dZ_{\beta }d{\bar {Z}}^{\beta }-{\bar {Z}}^{\alpha }Z_{\alpha }dZ_{\beta }d{\bar {Z}}^{\beta }}{(Z_{\alpha }{\bar {Z}}^{\alpha })^{2}}}\\&=2{\frac {Z_{[\alpha }dZ_{\beta ]}{\overline {Z}}^{[\alpha }{\overline {dZ}}^{\beta ]}}{\left(Z_{\alpha }{\overline {Z}}^{\alpha }\right)^{2}}}.\end{aligned}}}
上面所涉及表达式需合适地理解。上面使用了求和约定，希腊字母指标从 0 求到 n，最后一个等式使用了一个张量的反对称部分的标准记号：
{\displaystyle Z_{[\alpha }W_{\beta ]}={\frac {1}{2}}\left(Z_{\alpha }W_{\beta }-Z_{\beta }W_{\alpha }\right).}
现在，ds2 的这个表达式显然在重言丛 Cn+1\{0} 的全空间上定义了一个张量。通过沿着 CPn 上重言丛的一个全纯截面 σ 拉回为 CPn 上一个张量。还需验证拉回值与界面的选取无关：这可以直接计算。
差一个整体正规化常数，这个度量的凯勒形式为
{\displaystyle \omega =i\partial {\overline {\partial }}\log |\mathbf {Z} |^{2}.}
其拉回显然与全纯界面的选取无关。量 log|Z|2 是 CPn 的凯勒数量。

### n= 1 情形
当 n = 1，有由球极投影给出的微分同胚 {\displaystyle S^{2}\cong \mathbb {CP} ^{1}}。这导致了特殊的霍普夫纤维化 S1→S3→S2。当在 CP1 中的坐标系写出富比尼–施图迪度量，它在实切丛上的限制得出 S2 上半径 1/2 的通常圆度量。
具体地，如果 z = x + iy 是黎曼球面 CP1 上标准仿射坐标卡，且x=rcosθ, y = rsinθ 是 C 上的极坐标，则一个简单的计算表明
{\displaystyle ds^{2}={\frac {dz\;d{\overline {z}}}{\left(1+|z|^{2}\right)^{2}}}={\frac {dx^{2}+dy^{2}}{\left(1+r^{2}\right)^{2}}}={\frac {1}{4}}(d\phi ^{2}+\sin ^{2}\phi \,d\theta ^{2})={\frac {1}{4}}ds_{us}^{2}}
这里 {\displaystyle ds_{us}^{2}} 是单位 2-球面上的圆度量。其中 φ, θ 是由球极投影 r tan(φ/2) = 1, tanθ = y/x 给出的 S2 “数学家的”球坐标（许多物理学家偏向于将 φ 和 θ互换）。

## 曲率性质
在 n = 1 的特例，富比尼–施图迪度量具有恒等于 4 的数量曲率，因为它与 2-球面的圆度量等价（半径 R 球面的数量曲率是 {\displaystyle 1/R^{2}}）。但是，对 n > 1，富比尼–施图迪度量没有常曲率。其截面曲率由下列方程给出
{\displaystyle K(\sigma )=1+3\langle JX,Y\rangle ^{2}}
这里 {\displaystyle \{X,Y\}\in T_{p}\mathbf {CP} ^{n}} 是 2-维平面 σ 的一个标准正交基，J : TCPn → TCPn 是 CPn 上的复结构，而 {\displaystyle \langle \cdot ,\cdot \rangle } 是富比尼–施图迪度量。
这个公式的一个推论是任何 2-维平面 {\displaystyle \sigma } 的截面曲率满足 {\displaystyle 1\leq K(\sigma )\leq 4}。最大的截面曲率 (4) 在一个全纯 2-维平面得到——对这样的平面有 J(σ) ⊂ σ ——而最小截面曲率 (1) 在 J(σ) 垂直于 σ 的2-维平面 σ 得到。因此，富比尼–施图迪度量经常称为有等于 4 的常全纯截面曲率。
这使 CPn 成为一个（非严格的）四分之一拼挤流形；一个著名的定理指出严格四分之一拼挤单连通 n-流形一定同胚于球面。
富比尼–施图迪度量也是一个爱因斯坦度量，它与里奇张量成比例：存在一个常数 λ 使得对所有 i,j 我们有
{\displaystyle Ric_{ij}=\lambda g_{ij}.}
除此以外，这蕴含着，在差一个数量相乘的意义下，富比尼–施图迪度量在里奇流下不变。这也使 
CPn 与广义相对论不可分离，它是真空爱因斯坦方程的一个非平凡解。

## 量子力学
富比尼–施图迪度量可以用量子力学中广泛使用的狄拉克符号，或代数几何中的射影簇记号来定义。为了将两种语言清楚地等同起来，令
{\displaystyle \vert \psi \rangle =\sum _{k=0}^{n}Z_{k}\vert e_{k}\rangle =[Z_{0}:Z_{1}:\ldots :Z_{n}]}
这里 {\displaystyle \{\vert e_{k}\rangle \}} 是希尔伯特空间的一个正交规范基向量集合，{\displaystyle Z_{k}} 是复数，而 {\displaystyle Z_{\alpha }=[Z_{0}:Z_{1}:\ldots :Z_{n}]} 是射影空间 {\displaystyle \mathbb {C} P^{n}} 中一点在齐次坐标中的标准记号。那么，给定空间中两点 {\displaystyle \vert \psi \rangle =Z_{\alpha }} 与 {\displaystyle \vert \phi \rangle =W_{\alpha }}，它们之间的距离是
{\displaystyle \gamma (\psi ,\phi )=\arccos {\sqrt {\frac {\langle \psi \vert \phi \rangle \;\langle \phi \vert \psi \rangle }{\langle \psi \vert \psi \rangle \;\langle \phi \vert \phi \rangle }}}}
或等价地，在射影簇记号中，
{\displaystyle \gamma (\psi ,\phi )=\gamma (Z,W)=\arccos {\sqrt {\frac {Z_{\alpha }{\overline {W}}^{\alpha }\;W_{\beta }{\overline {Z}}^{\beta }}{Z_{\alpha }{\overline {Z}}^{\alpha }\;W_{\beta }{\overline {W}}^{\beta }}}}.}
这里 {\displaystyle {\overline {Z}}^{\alpha }} 是 {\displaystyle Z_{\alpha }} 的复共轭。分母中出现的 {\displaystyle \langle \psi \vert \psi \rangle } 提醒了 {\displaystyle \vert \psi \rangle } 以及类似的 {\displaystyle \vert \phi \rangle } 不是单位长规范化的；故这里明确地做了一个规范化。在希尔伯特空间中，此度量可相当平凡地理解为两个向量之间的角度；故它又称为量子角（quantum angle）。这个角度是实值的，取值于零到 {\displaystyle \pi /2}。
通过取 {\displaystyle \phi =\psi +\delta \psi }，或等价地 {\displaystyle W_{\alpha }=Z_{\alpha }+dZ_{\alpha }}，马上可以等到这个度量的无穷小形式
{\displaystyle ds^{2}={\frac {\langle \delta \psi \vert \delta \psi \rangle }{\langle \psi \vert \psi \rangle }}-{\frac {\langle \delta \psi \vert \psi \rangle \;\langle \psi \vert \delta \psi \rangle }{{\langle \psi \vert \psi \rangle }^{2}}}.}
在量子力学中，CP1 叫做布洛赫球面；富比尼–施图迪度量是量子力学几何化的自然度量。量子力学的许多独特的行为，包括量子纠缠和贝里相位（Berry phase）效应，可以归于富比尼–施图迪度量的特性。

## 乘积度量
通常的可分性概念适用于富比尼–施图迪度量。更准确地讲，此度量在射影空间的自然乘积塞格雷嵌入中是可分的。这是说如果 {\displaystyle \vert \psi \rangle } 是一个可分态，从而可以写成 {\displaystyle \vert \psi \rangle =\vert \psi _{A}\rangle \otimes \vert \psi _{B}\rangle }，则度量是子空间上度量之和：
{\displaystyle ds^{2}={ds_{A}}^{2}+{ds_{B}}^{2}}
这里 {\displaystyle {ds_{A}}^{2}} 和 {\displaystyle {ds_{B}}^{2}} 是在子空间 A 与 B 上各自的度量。